# Edith Evans
Edith Evans, född 8 februari 1888 i London, död 14 oktober 1976 i Cranbrook i Kent, var en brittisk skådespelare.
Evans gick på kvällskurser i skådespeleri medan hon dagtid arbetade som hattmodist. Hon gjorde professionell scendebut 1912 och blev berömd för sina strålande rolltolkningar av klassiska roller både på Londonscenerna och på Broadway. 
I början av sin karriär medverkade Evans i två stumfilmer, men återvände sedan inte till filmen förrän 1949, vid 61 års ålder. Hennes mest kända filmroll är som Lady Bracknell i En ryslig fästman (1952). Edith Evans nominerades till en Oscar för sin roll som den gamla damen som misstänker att någon spionerar på henne i Rösterna (1966).
Evans adlades 1946 (DBE - Dame Commander of the British Empire).

## Filmografi i urval
- 1915 – A Welsh Singer
- 1916 – East Is East
- 1949 – Spader dam
- 1949 – Dolwyns sista dagar
- 1952 – En ryslig fästman
- 1959 – Nunnan
- 1959 – Se dig om i vrede
- 1963 – Tom Jones!
- 1966 – Rösterna
- 1969 – David Copperfield
- 1970 – En spökhistoria
- 1974 – Ett dockhem